# Soto Goro
Soto Goro ist eine Ortschaft in Uruguay.

## Geographie
Sie befindet sich im nördlichen Teil des Departamento Cerro Largo in dessen Sektor 5 in der Cuchilla Melo. Soto Goro liegt nördlich von Mangrullo und südöstlich Isidoro Noblías. Südlich des Ortes ist der Cerro de Mangrullo gelegen.

## Einwohner
Soto Goro hatte bei der Volkszählung im Jahre 2011 neun Einwohner, davon sechs männliche und drei weibliche.
| Jahr | Einwohner |
| ---- | --------- |
| 1963 | 89        |
| 1975 | 62        |
| 1985 | 54        |
| 1996 | 38        |
| 2004 | 31        |
| 2011 | 9         |

Quelle: Instituto Nacional de Estadística de Uruguay